# Blaise Ngwa
Blaise Yuven Ngwa (* 3. Februar 1982) ist ein kamerunischer Fußballschiedsrichter. Seit 2017 steht er auf der FIFA-Schiedsrichterliste.

## Karriere

### Vereinsmannschaften
Beim CAF Confederation Cup leitete Ngwa seine erste Partie am 18. März 2018. Seine erste Partie der CAF Champions League leitete er am 6. Januar 2021.

### Nationalmannschaften
Nach der Aufnahme auf die FIFA-Liste leitete Ngwa in der Qualifikation zum Afrika-Cup 2019 bei einem Aufeinandertreffen von Liberia und der Republik Kongo sein erstes Spiel zwischen A-Nationalmannschaften. Im darauf folgenden Jahr leitete er eine Partie der Gruppenphase des U-17-Afrika-Cup 2017.
Im Februar 2021 gehörte er zum Schiedsrichteraufgebot des U-20-Afrika-Cup 2021, wo er nebst einer Gruppenspielpartie auch ein Viertelfinale führte. Anschließend folgten weitere Qualifikationsspiele unter seiner Leitung. Seinen ersten bekannten Einsatz bei einem größeren Turnier von A-Nationalmannschaften hatte er beim Afrika-Cup 2022, wo er das Gruppenspiel zwischen Malawi und dem Senegal leitete. Im nächsten Jahr folgte die Nominierung für die Afrikanische Nationenmeisterschaft 2023, bei der er ein Gruppenspiel pfiff.